# Zona marină de la Capul Tuzla
Zona marină de la Capul Tuzla este o arie protejată (arie specială de conservare — SAC, sit de importanță comunitară — SCI) din România, desemnată în scopul protejării biodiversității și menținerii într-o stare de conservare favorabilă a florei spontane și faunei sălbatice, precum și a habitatelor naturale de interes comunitar aflate în arealul zonei de protecție. Acesta este situat în apele Mării Negre, aproape de litoralul românesc.

## Localizare
Aria naturală se află în partea estică a județului Constanța, în apele teritoriale din nord-vestul Mării Negre.

## Înființare
Zona a fost declarată sit de importanță comunitară prin Ordinul Ministerului Mediului și Dezvoltării Durabile Nr.1964 din 13 decembrie 2007 (privind instituirea regimului de arie naturală protejată a siturilor de importanță comunitară, ca parte integrantă a rețelei ecologice europene Natura 2000 în România) Situl a fost protejat și ca arie specială de conservare în mai 2022. Acesta se întinde pe o suprafață de 4.946,8 hectare.

## Biodiversitate
Situl reprezintă o zonă naturală aflată în adâncul Mării Negre din zona Cap Tuzla, un relief recifal stâncos accidentat ce adăpostește microhabitate marine diverse. Aria protejată încadrată în bioregiune pontică a apelor teritoriale ale Mării Negre, conservă trei habitate de tip: Bancuri de nisip acoperite permanent de un strat mic de apă de mare, Nisipuri și zone mlăștinoase neacoperite de apă de mare la reflux și Recifi și protejază specii importante de floră, faună și ihtiofaună marină.
La baza desemnării sitului se află trei specii enumerate în anexa I-a a Directivei Consiliului European 92/43/CE din 21 mai 1992 (privind conservarea habitatelor naturale și a speciilor de faună și floră sălbatică); printre care două mamifere: porcul-de-mare (Phocoena phocoena) și delfinul cu bot gros (Tursiops truncatus) și  rizeafca, un pește din specia Alosa tanaica.

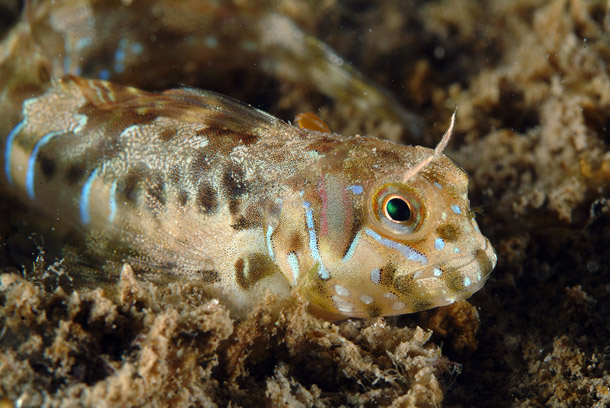
Cocoşel-de-mare (Aidablennius sphynx)

Alte specii de pești aflate în sit: morun (Huso huso), păstrugă (Acipenser stellatus), nisetru (Acipenser gueldenstaedtii), căluț de mare (Hippocampus guttulatus), platarin (Liza ramada), hanus (Mesogobius batrachocephalus), ața de mare (Nerophis ophidion), ac de mare (Syngnathus typhle),  ac de mare cu bot ascuțit (Syngnathus tenuirostris), un guvid din specia Neogobius ratan, limbă-de-mare (Solea nasuta), smaridul (Spicara smaris), pește european de apă sărată (cu specii de Callionymus risso, Symphodus tinca), scrumbie (Scomber scombrus), scorpie de mare (Scorpaena porcus), steluță (Symphodus ocellatus), bou de mare (Uranoscopus scaber), barbun (Mullus barbatus ponticus), cocoșel de mare (Aidablennius sphynx), dragon de mare (Trachinus draco).
În arealul sitului este semnalată atât prezența nevertebratelor (Clibanarius erythropus, Carcinus aestuarii, Eriphia verrucosa, Xantho poressa, Pachygrapsus marmoratus, Hemimysis anomala, Dysidea fragilis, Halichondria panicea, Gastrana fragilis), cât și a unor specii de alge (Corallina officinalis, Cystoseira barbata).